# هيو مكدونالد
هيو مكدونالد هو قاضي وسياسي كندي، ولد في 4 مايو 1827، وتوفي في 28 فبراير 1899 في كندا. حزبياً، نشط في Anti-Confederation Party ‏. وقد انتخب عضو مجلس العموم الكندي.